# IC 4677
IC 4677 — галактика типу PN (планетарна туманність) у сузір'ї Дракон.
Цей об'єкт міститься в оригінальній редакції індексного каталогу.